# Cách mạng Nhà vệ sinh ở Trung Quốc

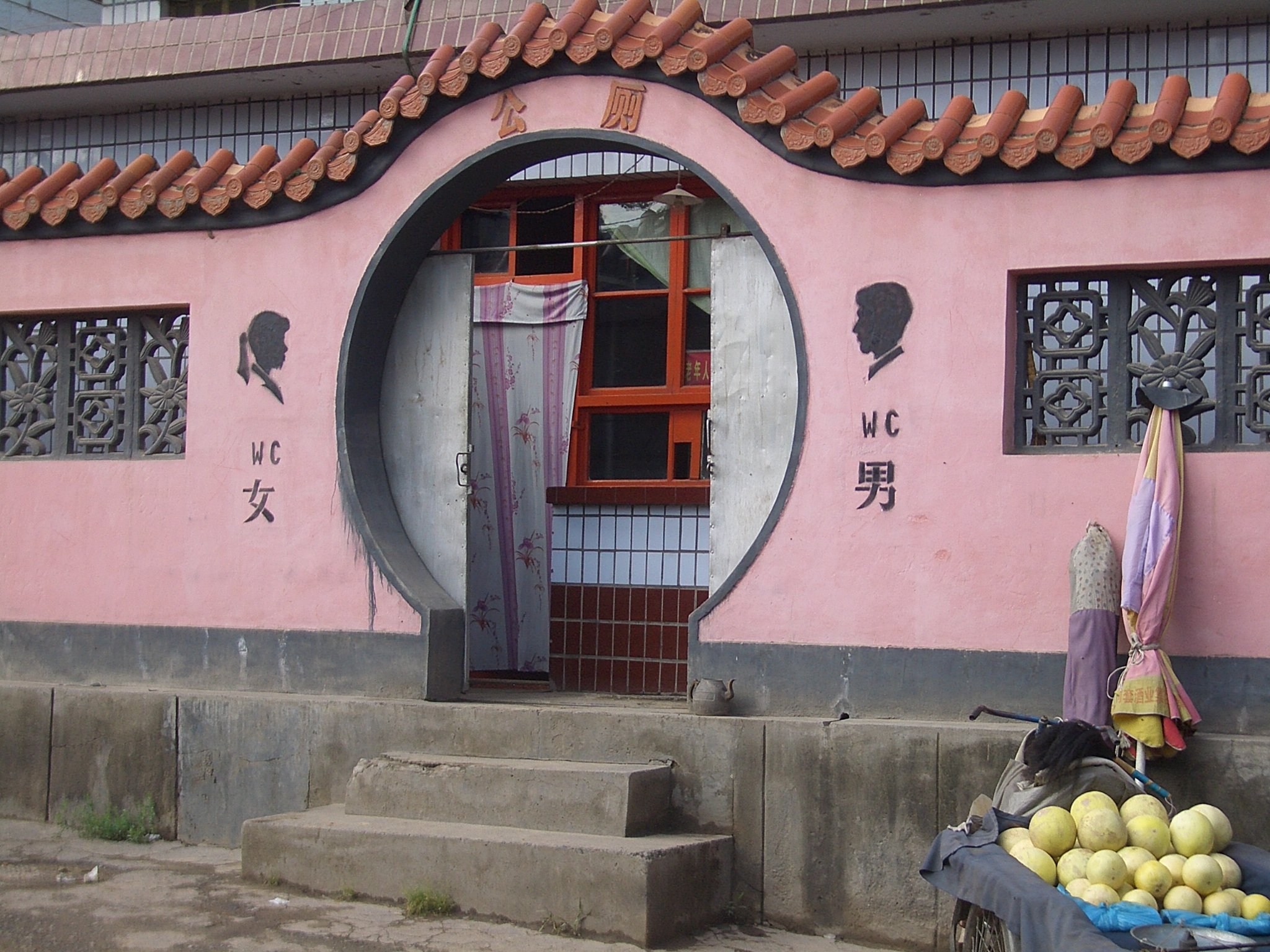
Một nhà vệ sinh công cộng ở thành phố Lâm Hạ, Cam Túc, có cửa sổ ở giữa để thu "phí người dùng".

Cách mạng Nhà vệ sinh (giản thể: 厕所革命; phồn thể: 廁所革命; Hán-Việt: Xí sở cách mạng; bính âm: Cèsuǒ gémìng) là chiến dịch của chính phủ Trung Quốc nhằm cải thiện các điều kiện vệ sinh ở Trung Quốc đại lục. Năm 2015, Tổng Bí thư Tập Cận Bình tuyên bố rằng Trung Quốc sẽ cải thiện điều kiện vệ sinh của nhà vệ sinh công cộng tại các điểm du lịch mà du khách nước ngoài đã phàn nàn từ lâu. Mục từ "Cách mạng Nhà vệ sinh" trong "Từ điển thuật ngữ mới của Tập Cận Bình" Lưu trữ ngày 22 tháng 7 năm 2021 tại Wayback Machine năm 2015 của Văn phòng Thông tin Quốc vụ viện giải thích chiến dịch này: "Cùng với hiện đại hóa nông nghiệp và xây dựng nông thôn mới, chính quyền địa phương sẽ đảm bảo rằng người dân có nhà vệ sinh hợp vệ sinh". Tập Cận Bình được khen ngợi vì vai trò lãnh đạo của ông trong chiến dịch này.
Từ năm 2015 đến 2017, hơn 68.000 nhà vệ sinh công cộng đã được xây dựng ở Trung Quốc. Năm 2017, dự kiến sẽ xây thêm 64.000 nhà vệ sinh công cộng. Cùng năm đó, chiến dịch đã được mở rộng về mặt địa lý và chính quyền sẽ cải thiện điều kiện vệ sinh kém ở các vùng nông thôn của Trung Quốc. Truyền thông Nhà nước đưa tin rằng điều kiện vệ sinh không đảm bảo ở các nhà vệ sinh ở nông thôn có thể dẫn đến lây lan các bệnh như sốt rét và chiến dịch này nhằm mục đích giải quyết những vấn đề như vậy.